# منطقه حفاظت‌شده جزایر فینیکس

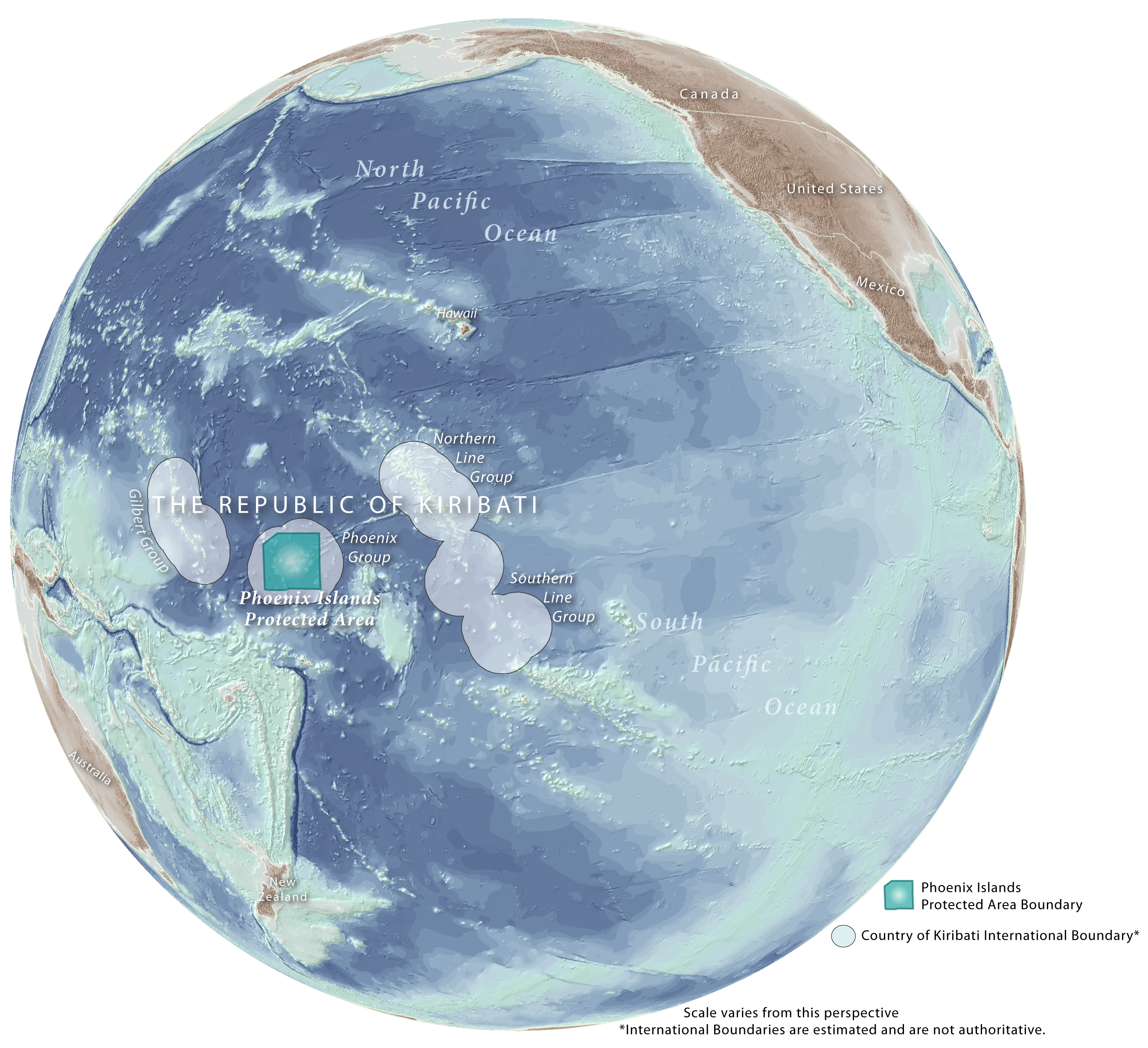
محدوده منطقه حفاظت‌شده جزایر فینیکس (PIPA) با خط مشخص شده است.

منطقه حفاظت‌شده جزایر فینیکس (انگلیسی: Phoenix Islands Protected Area) در جمهوری کیریباتی قرار دارد که در مرکز اقیانوس آرام و تقریباً در میانه استرالیا و هاوایی واقع شده‌است. این منطقه حفاظت‌شده حدود ۱۱٫۳۴٪ از مساحت منطقه ویژه اقتصادی کیریباتی را در بر می‌گیرد و با مساحت ۴۰۸٬۲۵۰ کیلومتر مربع یکی از بزرگ‌ترین مناطق حفاظت‌شده دریایی و یکی از بزرگ‌ترین مناطق حفاظت‌شده از هر نوع (دریایی و زمینی) در جهان به‌شمار می‌رود.
مساحت کلی منطقه حفاظت‌شده جزایر فینیکس با ایالت کالیفرنیا برابر است، هرچند مساحت خشکی‌ها در این منطقه فقط ۲۵ کیلومتر مربع است.

## میراث جهانی یونسکو
کمیته میراث جهانی یونسکو در اول اوت ۲۰۱۰ در برزیل، منطقه حفاظت‌شده جزایر فینیکس (PIPA) را به عنوان میراث جهانی ثبت کرد. این منطقه بزرگ‌ترین و ژرف‌ترین محل ثبت‌ شده در فهرست میراث جهانی یونسکو به شمار می‌رود.

## نگارخانه

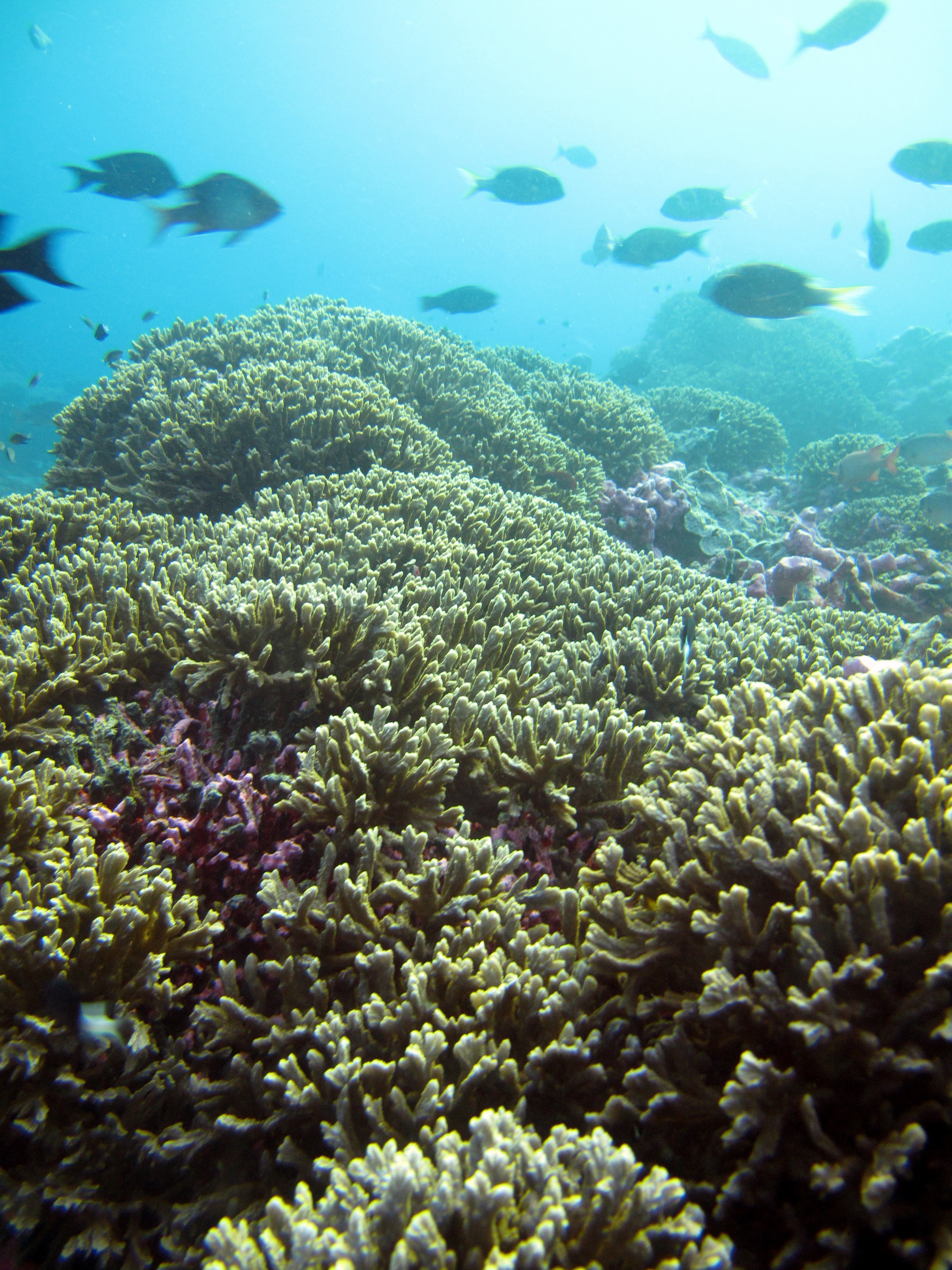
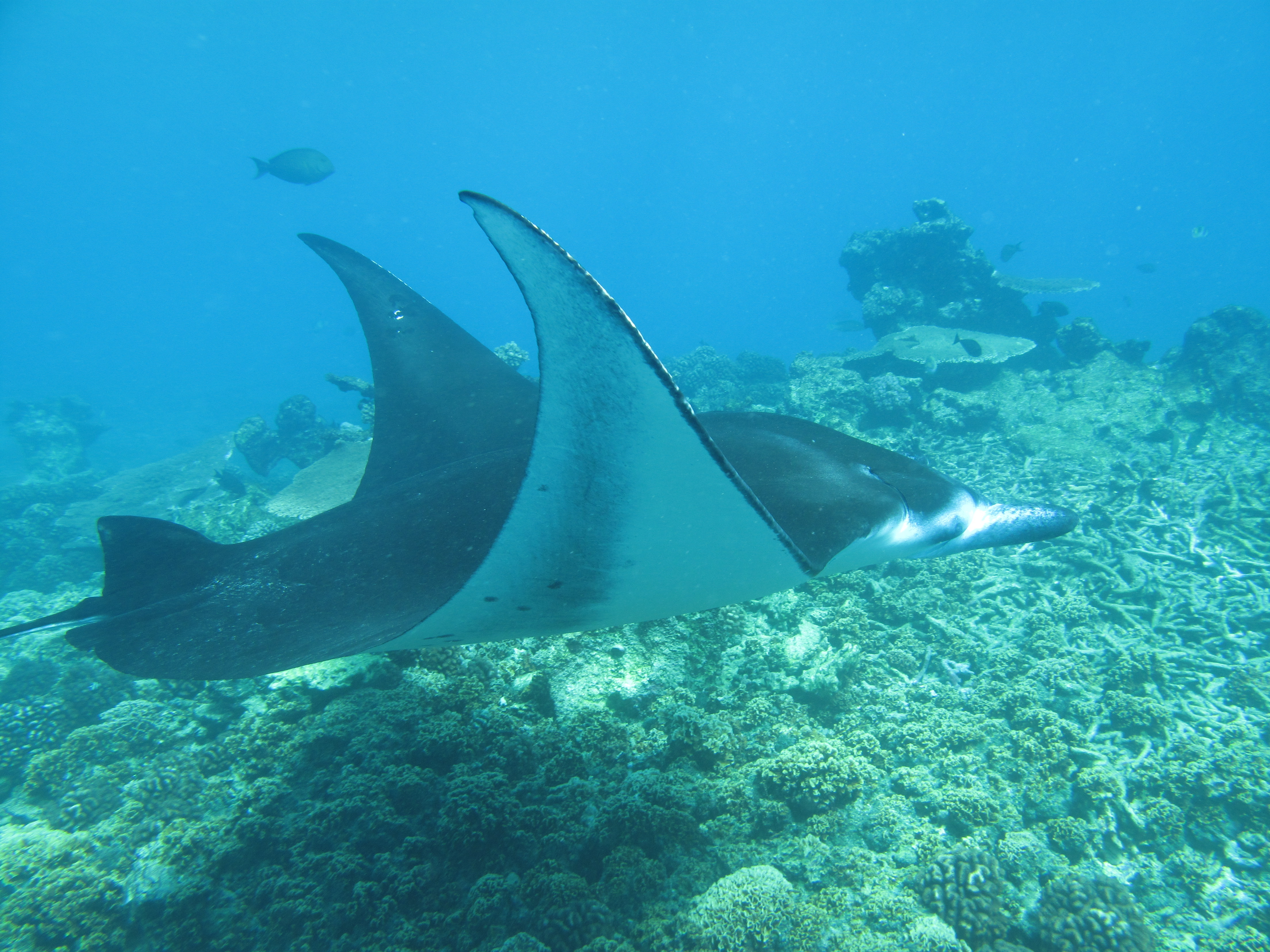
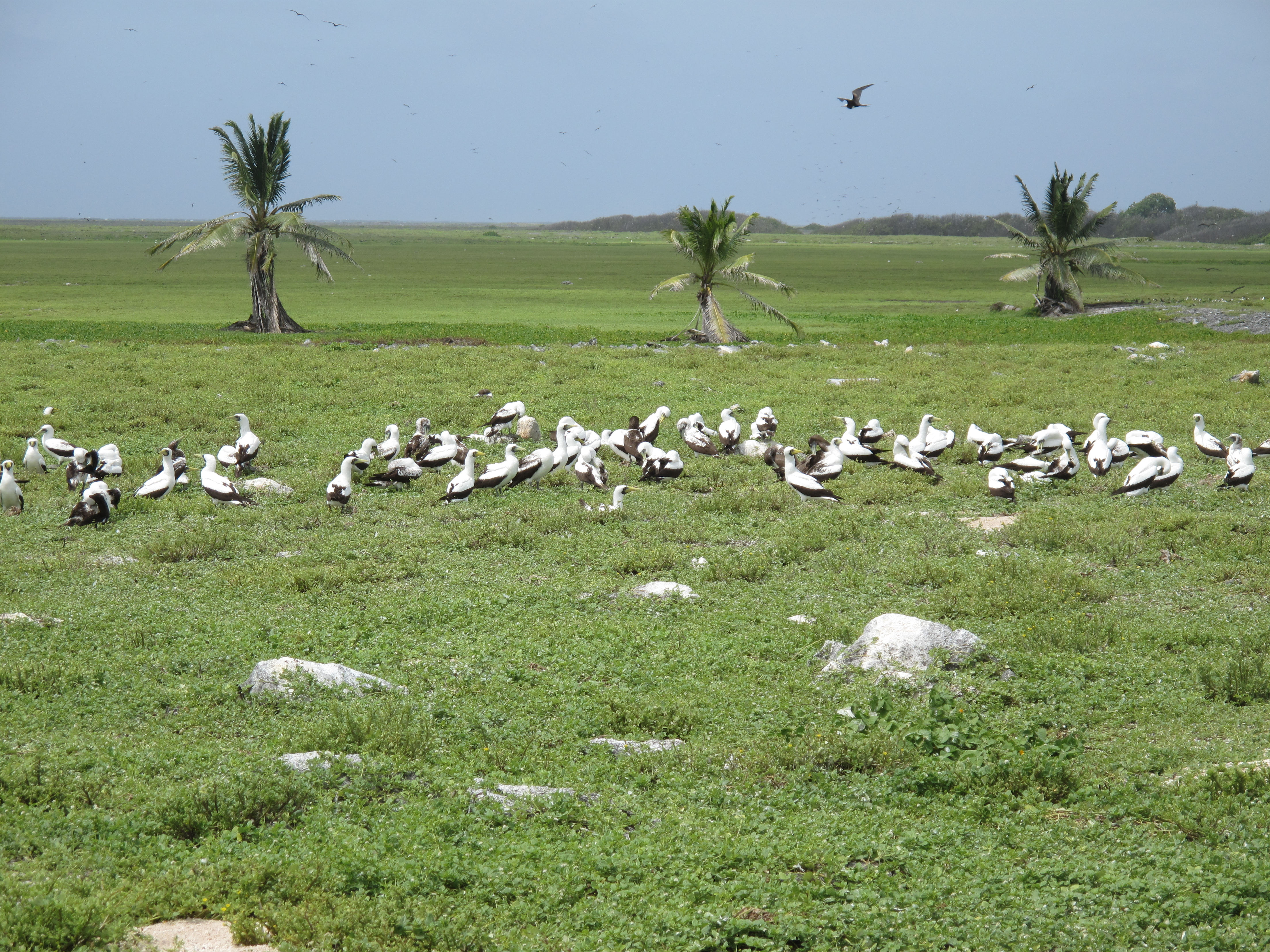
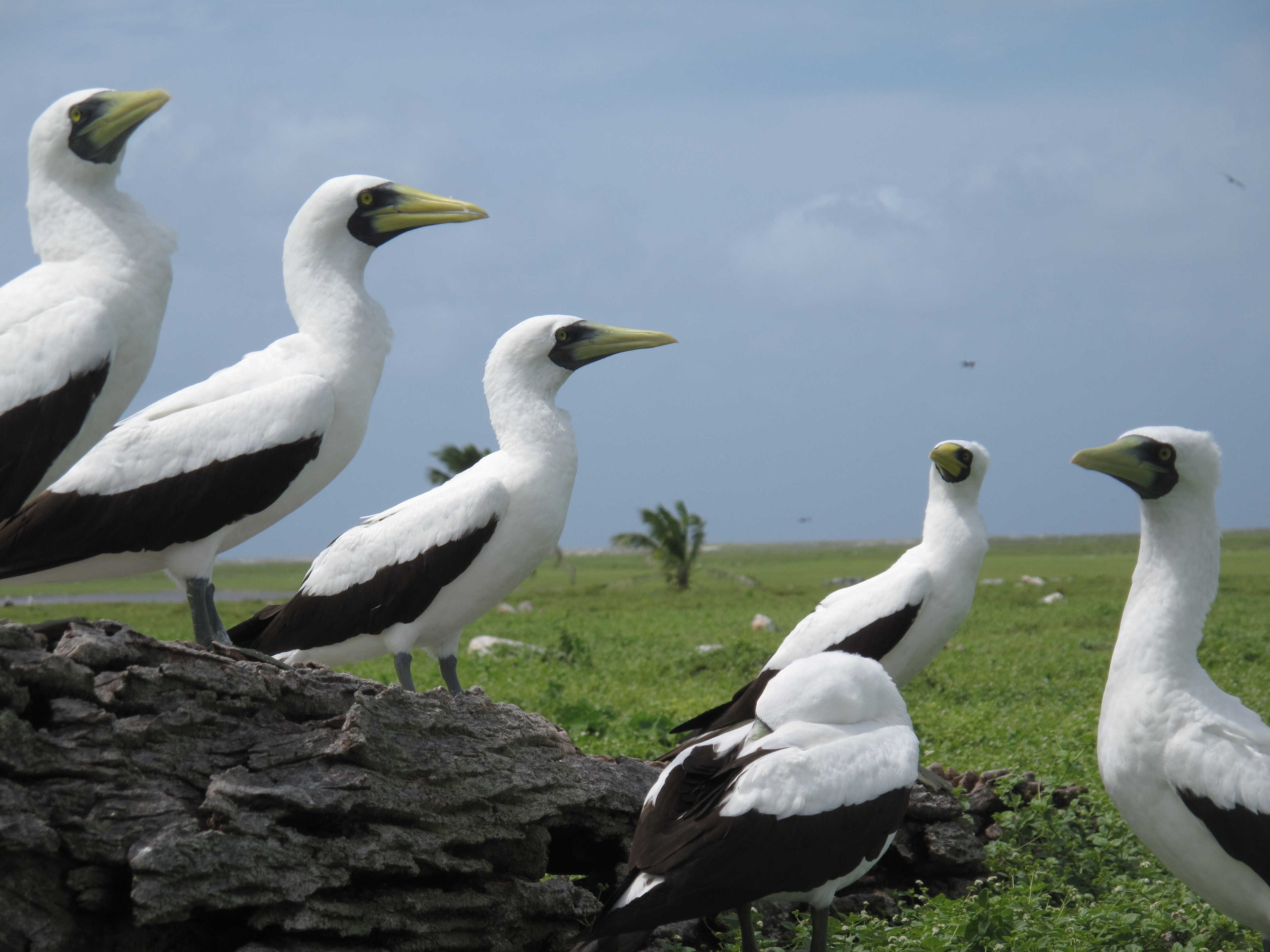
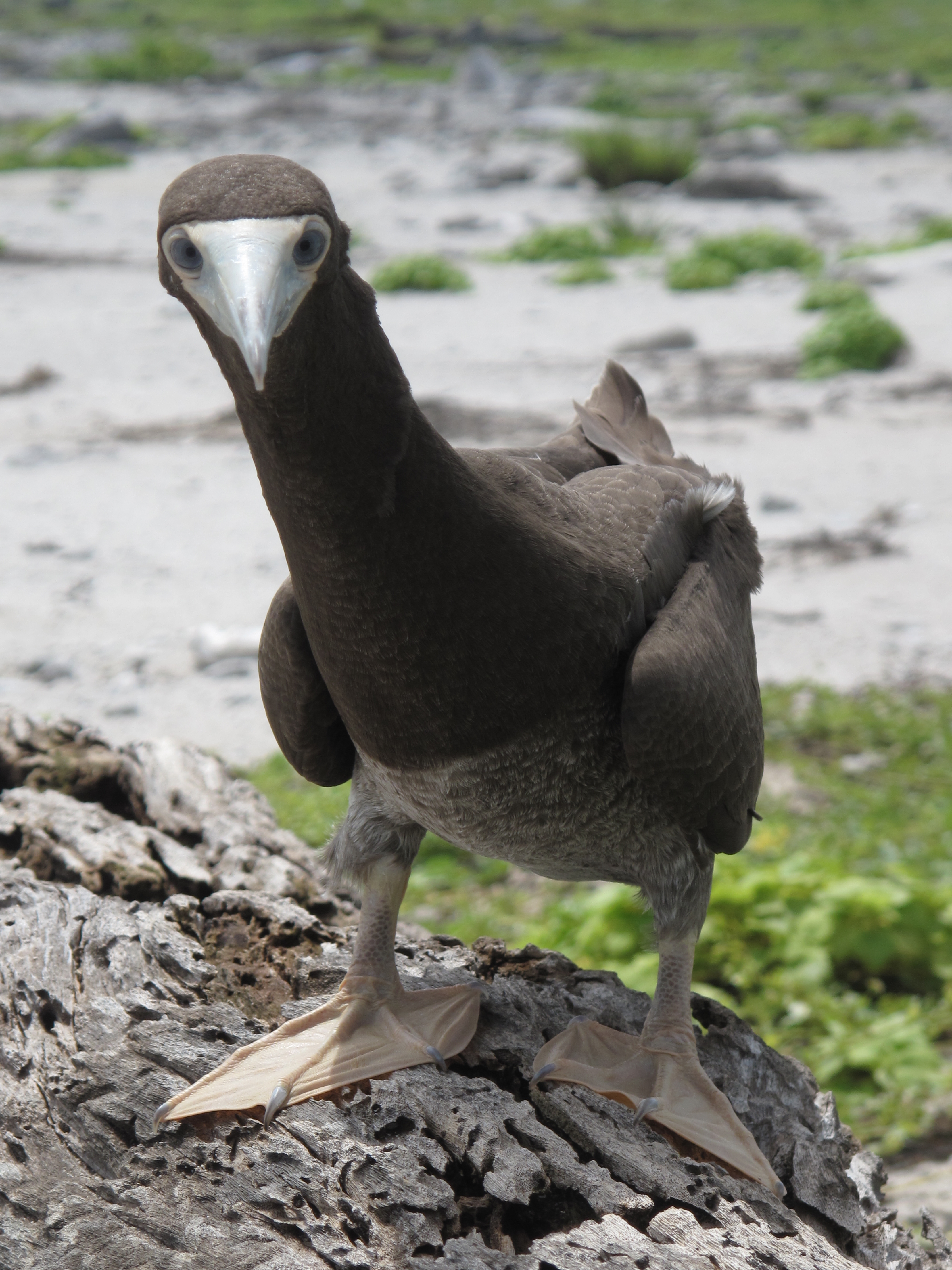
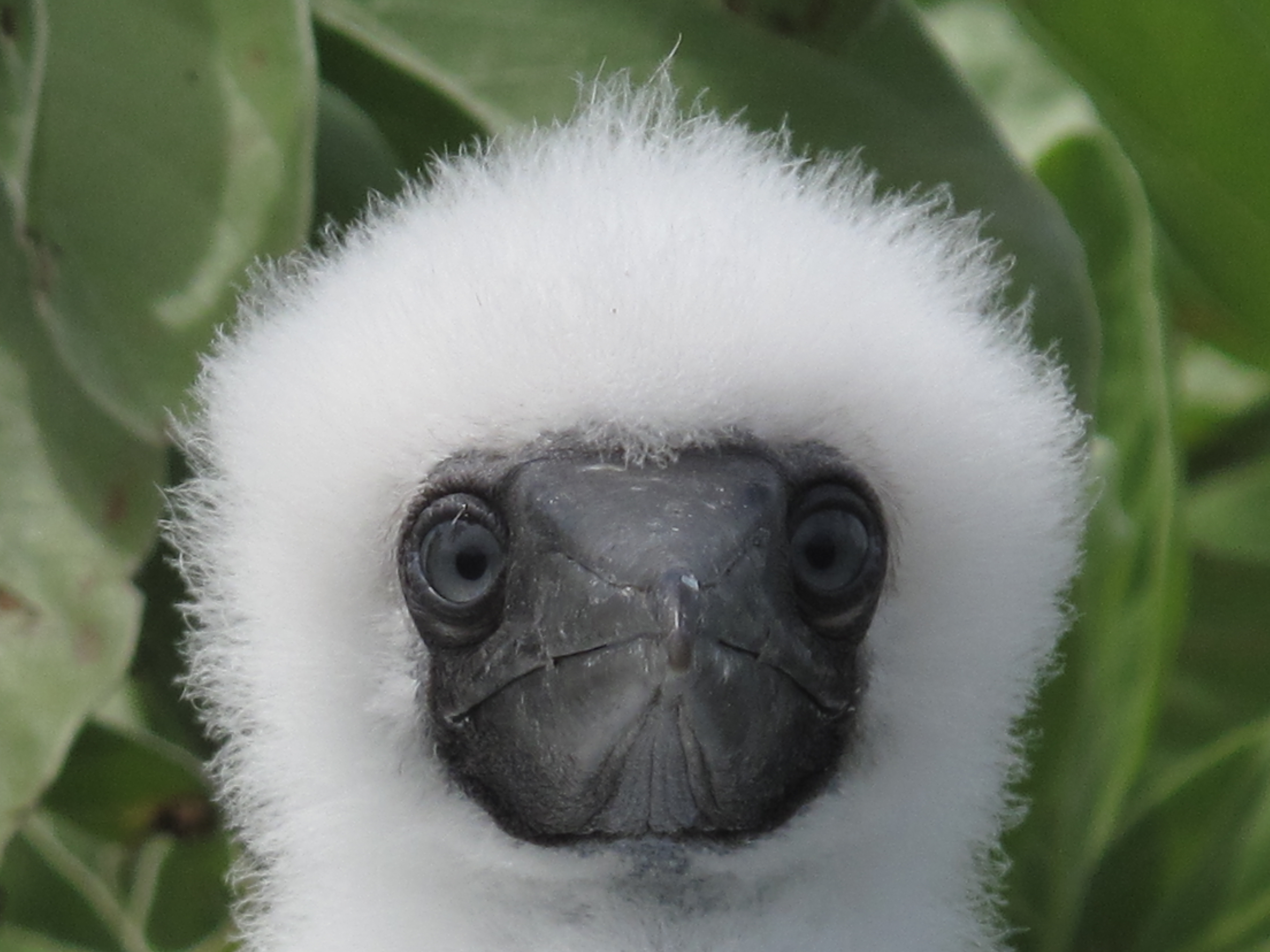
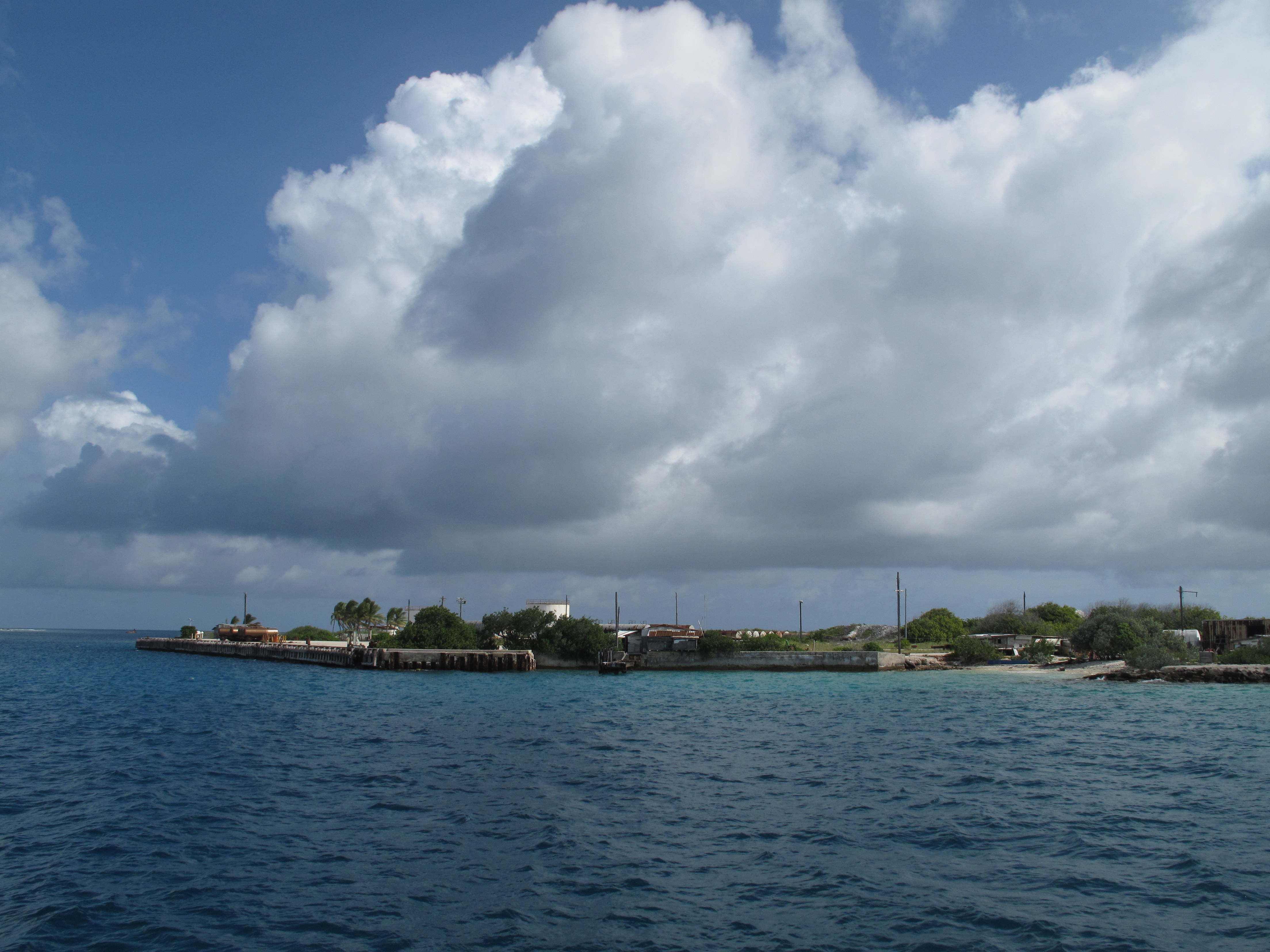